# グロースベトリンゲン
グロースベトリンゲン (ドイツ語: Großbettlingen) は、ドイツ連邦共和国バーデン＝ヴュルテンベルク州シュトゥットガルト行政管区のエスリンゲン郡に属す町村（以下、本項では便宜上「町」と記述する）である。グロースベトリンゲンは、シュヴェービシェ・アルプのエルムス＝シュタイナハ＝フォアラントに位置しており、メッツィンゲンの北 6 km、郡庁所在地エスリンゲン・アム・ネッカーの南約 17 km にある（ともに直線距離）。南東から北西に向かってアウトムート川が流れている。

## 地理

### 位置
グロースベトリンゲンは、シュトゥットガルト地方（1992年まではミッテレラー・ネッカー地方）およびシュトゥットガルト大都市圏に属す。町域はアウトムート川が町を離れる海抜約 300 m からガイガースビュール山頂の海抜 400 m を超える範囲に広がっている。集落はこの山の南東から南西を通って北西にまでこの山を取り囲む形で存在する。川は、南の町境付近で湧出するバウムバッハ川をはじめ、数本の小川が町域内を流れている。

### 隣接する市町村
グロースベトリンゲンは、北から東にかけてはニュルティンゲン、南東の短い区間をフリッケンハウゼン、南はグラーフェンベルク、南西はベンプフリンゲン、西はアルトドルフと境を接する。グラーフェンベルクだけがロイトリンゲン郡で、他はいずれもエスリンゲン郡に属している。

### 自治体の構成
自治体グロースベトリンゲンには、グロースベトリンゲン地区の他に地区はない。町内には離れ集落のシュテッテン集落がある。

### 土地利用
2020年現在のこの町の用途別土地面積および占有率は以下の通りである。
| 用途         | 面積 (ha) | 占有率 (%) |
| ------------ | --------- | ---------- |
| 住宅用地     | 55        | 13.0       |
| 商工業用地   | 12        | 2.8        |
| レジャー用地 | 7         | 1.7        |
| 交通用地     | 43        | 10.3       |
| 農業用地     | 229       | 54.1       |
| 森林         | 55        | 13.0       |
| 水域         | 2         | 0.4        |
| その他       | 20        | 4.7        |
| 合計         | 423       | 100.0      |

## 歴史

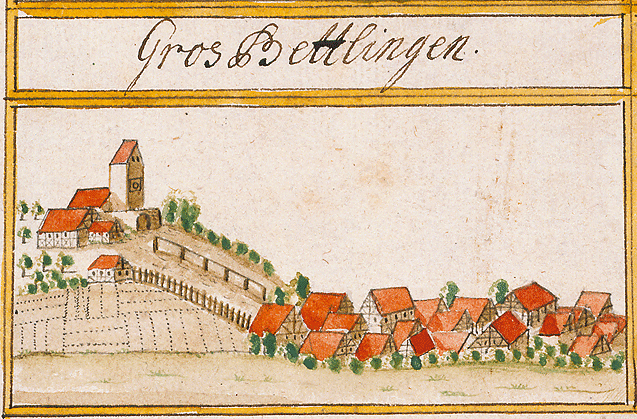
1683年頃にアンドレアス・キーザーが描いたグロースベトリンゲンの絵図

### 概要
グロースベトリンゲンは、1275年に、Liber Decimationis に「Bettelingen」の司祭と記述されており、初めて確実に文献に記録されている。クラインベトリンゲンは教区教会を有していなかったのでこの記述はグロースベトリンゲンについてのものであることがわかる。これより以前のツヴィーファルテン修道院とヒルザウ修道院との関係に関する記述（1120年頃）や土地所有に関するボイヒンゲン家との関係についての記述（1140年頃）は、クラインベトリンゲンを指している可能性があり、この町を指すものであるか不確実である。当時グロースベトリンゲンはウラッハ伯の支配下にあった。13世紀末にヴュルテンベルク領となり、アムト・ノイフェンに編入された。1806年に建国されたヴュルテンベルク王国の新しい行政組織が適用され、グロースベトリンゲンは1806年にオーバーアムト・ニュルティンゲンに属すこととなった。
ナチ時代にヴュルテンベルクで実施された郡再編により、1938年にこの町は当時新設されたニュルティンゲン郡に属した。1945年にこの町はアメリカ管理地区の一部となり、新設されたヴュルテンベルク＝バーデン州に属した。この州から1952年に現在のバーデン＝ヴュルテンベルク州が成立した。バーデン＝ヴュルテンベルク州の郡再編に伴い、1973年にこの町はエスリンゲン郡に編入された。

## 住民

### 宗教
16世紀初めに行われた宗教改革以後、グロースベトリンゲンは福音主義の町であった。第二次世界大戦後に故郷を逐われた人々が移住したことでローマ＝カトリック信者が増加し、1968年に自前の教会が建設された。1948年以後には新使徒教会もこの町に存在している。

#### 福音主義教会組織とアンドレアス教会
福音主義教会には約2,000の信者がいる。彼らはアンドレアス教会に属している。8世紀にはすでに、この集落に木造の教会が存在していた。教会は、1497年に現存する石造りのドルフキルヒェ（直訳: 村の教会）に建て替えられた。この教会の特徴は内陣室の天井ヴォールトである。内陣室にはイエスの使徒と幼児イエスを抱くマリアが祀られている。1984年の修復作業で15世紀の壁画が出現した。これは内陣室と2階回廊の壁に掲げられている。この壁画には聖書の物語が描かれている。

#### カトリック教会組織と聖霊教会
カトリック教会には3420人の信者がいる。この組織はフリッケンハウゼン、グロースベトリンゲン、リンゼンホーフェン、ティシャルト、ライトヴァンゲンの教会からなる。
聖霊教会は1968年に完成した。この教会は、グロースベトリンゲンの最も高い場所にあるという点が特徴である。聖霊教会の塔の高さは 31 m である。

#### 新使徒教会
2003年時点で新使徒教会には48人の信者がいた。他の18の教会組織とともにニュルティンゲン教会管区に属している。1948年以前は新使徒教会の礼拝は個人の家で行われていた。この教会組織の教会堂は1977年から用いられている。

### 人口推移
人口調査結果 (*) または州統計局の公式研究結果に基づく人口推移を以下に示す（この町を主たる住所地とする人口）。
| 時期            | 人口（人） |
| --------------- | ---------- |
| 1600年          | 250        |
| 1650年          | 40         |
| 1750年          | 250        |
| 1834年12月3日*  | 565        |
| 1861年12月3日*  | 585        |
| 1900年12月1日*  | 554        |
| 1939年5月17日*  | 597        |
| 1946年10月29日* | 736        |
| 1950年9月13日*  | 781        |

| 時期           | 人口（人） |
| -------------- | ---------- |
| 1961年6月6日*  | 1,413      |
| 1970年5月27日* | 2,434      |
| 1987年5月25日* | 3,464      |
| 1995年12月31日 | 3,734      |
| 2000年12月31日 | 4,091      |
| 2005年12月31日 | 4,103      |
| 2010年12月31日 | 4,181      |
| 2015年12月31日 | 4,290      |
| 2020年12月31日 | 4,411      |

## 行政
グロースベトリンゲンの町議会は14議席からなる。町議会はこれらの選出された名誉職の議員と、議長を務める町長で構成されている。町長は町議会において投票権を有している。

### 首長
1981年からマルティン・フリッツが長らく町長を務めた。彼は1988年、1996年、2004年、2012年に再選されている。クリストファー・オットは、2020年12月の選挙で 64.65 % の票を獲得して新たな町長に選出され、2021年3月8日に就任した。

### 紋章
図柄: 銀地。緑の基部の上に、2本の小さな、その間に1本の大きな緑のセイヨウボダイジュの木。
1694年から印章に現れる3本のセイヨウボダイジュのモチーフは、メーリケが文学的に不滅の生命を与えたガイガースビュールの3本のセイヨウボダイジュと関係している。この町の紋章は1952年に州政府によって認可された。
町の旗は緑 - 白（緑 - 銀色）の配色である。旗の配色は1968年に州の内務省の認可を得た。

## 経済と社会資本
この町に定着している経済分野は、工具製造、電子・デジタル制御工学、ソーラー産業、および模型製造である。

### 教育
グロースベトリンゲンには、1600年に最初の記録が遺る伝統ある基礎課程学校が1校ある。この他に町立幼稚園2園とローマ＝カトリック教会が運営する幼稚園が1園ある。

### ライフライン
この町の電力網は、EnBW レギオナル AG によって運営されている。天然ガスは、シュタットヴェルケ・ロイトリンゲン GmbH と EnBW コムナーレ・ベタイリグンゲン GmbH との子会社であるフェアエネルギー GmbH によって供給されている。
この町はフィルダー水供給目的連合に加盟している。アウトムートタールでの地元の水の採取はすでに停止しており、ポンプ場も稼働していない。
排水の浄化は町の汚水処理場で行っている。
廃棄物処理はエスリンゲン郡の廃棄物処理会社が担当している。有機ゴミ、家庭ゴミ、紙類を分別収集している。グリューナー・プンクトが表示された包装材は、いわゆるゲルバー・ザック（直訳: 黄色い袋）で収集される。粗大ゴミは年2回引換券を提示することで無料回収され、あるいは処分場へ持ち込みも可能である。処分場では電化製品や金属製品、再利用可能な素材も引き取ってもらうことができる。

## 文化と見所

### 文化
グロースベトリンゲンには多くのクラブ・団体が存在する。たとえば、体操・スポーツ・歌唱クラブ、ハンドハーモニカ・クラブ、音楽クラブ、射撃クラブ、庭園愛好会、シュヴェービシェ・アルプ協会、テニスクラブ、病人介助協会などがある。
「ベトリンガー・フォーラム」は、元々「文化フォーラム」、「スポーツ・フォーラム」、「アクア・フォーラム」からなる。2017年9月9日にグロースベトリンゲンに「多世代のフォーラム」がオープンした。屋内プールとして利用されていた「アクア・フォーラム」は、多くの部屋を持つ建物に改築された。多世代のフォーラムを通して、あらゆる世代が集まって地域のボランティアを行う場が形成されている。建物の外にはアスレチックコースが設けられている。
旧十分の一税倉庫は、講演、音楽レッスン、市民大学講座などに利用されている。

### 見所
見所は、特に、1812年に建設された町役場である。グロースベトリンゲンの町役場近くに旧十分の一税倉庫と町立図書館がある。

## 関連図書
- August Friedrich Pauly, ed (1848). “Groß-Bettlingen”. Beschreibung des Oberamts Nürtingen. Die Württembergischen Oberamtsbeschreibungen 1824–1886. Band 25. Stuttgart / Tübingen: Cotta’sche Verlagsbuchhandlung. pp. 158–160
- Hans Schwenkel (1953). Heimatbuch des Kreises Nürtingen. Band 2. Würzburg
- Christoph J. Drüppel (1986). Großbettlingen – Geschichte der Gemeinde am Geigersbühl. Ostfildern: Scripta-Verlagsgesellschaft. ISBN 978-3-923827-06-0
- Landesarchiv Baden-Württemberg in Verbindung, Landkreis Esslingen, ed (2009). Der Landkreis Esslingen. Band 2: Die Gemeinden, historische Grundlagen und Gegenwart (Fortsetzung): Großbettlingen bis Wolfschlugen. Ostfildern: Jan Thorbecke Verlag. p. 3